# Сватбите на Йоан Асен
„Сватбите на Йоан Асен“ е български игрален филм (драма, исторически) от 1975 година на режисьора Вили Цанков, по сценарий на Евгени Константинов. Оператор е Венец Димитров. Музиката във филма е композирана от Борис Карадимчев.
Това е последният филм на Апостол Карамитев, който играе ролята на цар Йоан Асен. Актьорът умира по време на снимките на филма и бива заместен от Коста Цонев, който изпълнява две роли:  на брата на Йоан Асен и на самия Йоан Асен (в незаснетите епизоди с Карамитев).
Втората част на филма е озаглавена „Вън от Христовата вяра“.

## Сюжет
Началото на XIII век. След смъртта на цар Калоян младият Йоан Асен и брат му Александър са прокудени от родината си от претендента за трона Борил. Години по-късно, Йоан Асен се завръща като законен престолонаследник. Продължителните и неуспешни войни с враговете на България, карат Йоан Асен да иска да задържи мира колкото се може повече. Това го кара да се ожени няколко пъти и дори да изпрати жената, която обича, в манастир.

## Състав

### Актьорски състав
| Роля | Изпълнител                                            |
| --- | ----------------------------------------------------- |
| цар Йоан Асен, първородният син на цар Иван Асен I и царица Елена, баща на Белослава                                                   | Апостол Карамитев (озвучен от Иван Джамбазов)         |
| севастократор Александър, вторият син на цар Иван Асен I и царица Елена, брат на Йоан Асен II и чичо на Белослава / цар Йоан Асен      | Коста Цонев                                           |
| патриарх Йоаким I Български първият търновски патриарх                                                                                 | Иван Кондов                                           |
| Мария / монахиня Алисия, дъщеря на Йоан Асен II, след постъпването си в манастир - монахиня Алисия                                     | Невена Коканова                                       |
| бургундецът | Стефан Данаилов                                       |
| Анна-Мария, дъщеря на унгарския крал Андраш II                                                                                         | Цветана Манева                                        |
| Белослава дъщеря е на цар Йоан Асен II и Мария, българска княгиня и сръбска кралица, съпруга на крал Стефан Владислав I                | Анета Сотирова                                        |
| Целгуба бивша жена на цар Калоян и стринка на Йоан Асен                                                                                | Адриана Палюшева                                      |
| Теодор Комнин, деспот на Епирското деспотство                                                                                          | Антон Горчев                                          |
| Ирина Комнина, дъщеря на Теодор Комнин и Мария Петралифина, българска царица, съпруга на цар Йоан Асен II, майка на цар Михаил II Асен | Виолета Гиндева                                       |
| император Йоан III Дука Ватаци владетелят на Никейската империя                                                                        | Георги Черкелов                                       |
| княз Юрий княз от Киевска Рус | Бруно Оя (озвучен от Васил Михайлов)                  |
| Олигатор от свитата на Иван Асен II | Стефан Илиев                                          |
| крал Андраш II Кралят на Унгария | Богомил Симеонов                                      |
| князът на Галиция | Стефан Пейчев                                         |
| Борил | Георги Стоянов                                        |
| игуменката | Иванка Димитрова                                      |
| принцеса Елена (дете), дъщеря на Иван Асен II, омъжена по-късно за Теодор II Ласкарис                                                  | Бисера Виденова                                       |
| барон Еужен Витри от съвета на бароните                                                                                                | Иван Андонов                                          |
| Пела, син на унгарския крал Андраш II                                                                                                  | Климент Денчев                                        |
| Кардиналът на Светата Римска църква | Никола Узунов                                         |
| Капеланът, мъж от армията на унгарския крал                                                                                            | Никола Тодев                                          |
| | Минко Босев                                           |
| Мануил Комнин, деспот на Епир и Тесалия и брат на Теодор Комнин                                                                        | Лъчезар Стоянов                                       |
| | Георги Геров                                          |
| | Стефан Стайчев                                        |
| лудия, проклинащ при Пълнолунието (във 2-ра серия)                                                                                     | Тодор Тодоров (като Тодор Тодороров)                  |
| | Живка Пенева                                          |
| свещеник, стоящ до патриарх Йоаким при молебена (във 2-ра серия)                                                                       | Виктор Данченко                                       |
| свещеник от страната на Теодор Комнин                                                                                                  | Найчо Петров                                          |
| | Меди Димитрова                                        |
| | Евтим Кирилов (не е посочен в надписите на филма)     |
| свещеникът омъжващ Йоан и Мария | Георги Русев (не е посочен в надписите на филма)      |
| глашатай | Георги Пенков (не е посочен в надписите на филма)     |
| войникът, хапващ на крак заедно с Йоан Асен II (във 2-ра серия)                                                                        | Илия Добрев (не е посочен в надписите на филма)       |
| бичуващият на колелото в Киевска рус                                                                                                   | Димитър Бочев (не е посочен в надписите на филма)     |
| болярин от свитата на Йоан Асен II | Иван Янчев (не е посочен в надписите на филма)        |
| болярин от свитата на Йоан Асен II | Владимир Давчев (не е посочен в надписите на филма)   |
| воин от свитата на Теодор Комнин | Иван Обретенов (не е посочен в надписите на филма)    |
| царският шут (във 2-ра серия) | Явор Милушев (не е посочен в надписите на филма)      |
| император Балдуин' (дете) (във 2-ра серия)                                                                                             | Владко Василев (не е посочен в надписите на филма)    |
| воин от войската на Теодор Комнин' (във 2-ра серия)                                                                                    | Александър Притуп (не е посочен в надписите на филма) |

### Творчески и технически екип
| Режисьор           | Вили Цанков |
| Сценарий           | Евгени Константинов |
| Оператор           | Венец Димитров |
| Редактори          | Свобода Бъчварова Тодор Монов |
| Музика             | Борис Карадимчев |
| Монтаж             | Тотка Кръстева Валентина Кънчева |
| Грим               | Таню Куков Лефтера Недева |
| Стенописи          | Енчо Пиронков |
| Художници          | Асен Митев Ирина Маричкова Мария Ножарова Мария Иванова Майски Желязков Марина Попова Мариана Бочева Луиза Андонова Снежана Антонова |
| Тонрежисьор        | Георги Кръстев |
| Комбинирани снимки | Оператор: Иван Манев Художник: Минчо Минчев                                                                                          |
| Консултанти        | проф. Димитър Ангелов полк. Петър Клявков полк. Йордан Мурджев                                                                       |
| Втори режисьор     | Виолета Лазарова |
| Асистент-режисьори | Емилия Василева Пеньо Байрамов Богдан Будинов Илка Вълчева                                                                           |
| Организатори       | Иван Абаджиев Дончо Кънчев Марко Иванов Никифор Никифоров                                                                            |
| Асистент-оператори | Борислав Балевски Жоро Недялков Петър Малинов Радослав Тончев Илия Вучков                                                            |
| Фотограф           | Младен Чавдаров |
| Осветление         | Георги Михайлов |
| Кран               | Красимир Симеонов |
| Гардероб           | Вера Бонева Илинка Китанова Лили Цончева Димитрина Караколева                                                                        |
| Реквизит           | Мико Мирянов Венета Минчева Ангел Ангелов Александър Стоилов                                                                         |
| Директор           | Христо Ненов |
| Производство       | Българска кинематография Студия за игрални филми Творчески колектив „Хемус“                                                          |